# 1481年十字軍
1481年十字軍，是有葡萄牙船隻參與反對奧斯曼帝國入侵奧特朗托的軍事行動。
1481年4月8日，教宗西斯都四世發出教宗詔書號召組織十字軍反對土耳其人(因當時土耳其人佔領奧特朗托)。
葡萄牙决定嚮應，派出一隊由埃武拉總主教加西亞指揮的船隊，但是他們去到時土耳其人已撤退。因為5月3日穆罕默德二世駕崩，繼承者巴耶塞特二世忙於繼位。